# Шевченко (Мариупольская городская община)
Шевченко (укр. Шевченко) — село на Украине, находится в Мангушском районе Донецкой области.
Код КОАТУУ — 1423981105. Население по переписи 2001 года составляет 115 человек. Почтовый индекс — 87430. Телефонный код — 6297.

## Адрес местного совета
87400, Донецкая область, Мангушский район, с. Бердянской, ул. Радянська, 55